# Magdalena Gwizdoń
Magdalena Gwizdoń, född 4 augusti 1979 i Cieszyn, är en polsk skidskytt. 
Hon har vunnit två världscuptävlingar i karriären, sprinttävlingen i Östersund, Sverige under säsongen 2006/2007 och även sprinten i Sotji i mars 2013. I världsmästerskap och Olympiska vinterspelen har hon som bäst kommit sexa med det polska mixstafettlaget.